# Lejtényi András
Lejtényi András (Arad, 1937. május 4. – Montréal, 2010. február 10.) joghallgató, az 1956-os forradalom szereplője.

## Család
Értelmiségi családból származott, édesapját korán elvesztette. Édesanya és mostohaapja Tatabányán élt, itt kezdte meg ő is általános iskolai tanulmányait. Irodalmi érdeklődését és humán műveltségét innen hozta magával.

## Életpályája
Alapfokú tanulmányait Aradon, Vácott, Tatabányán végezte, majd a szegedi Radnóti Miklós Gimnáziumban érettségizett. Felsőfokú tanulmányait 1955 szeptemberében kezdte meg a Szegedi Tudományegyetem jogi karán.

## Forradalmi tevékenysége
A Szegedi Tudományegyetem hallgatói 1956. október 15-én felkeresték Baróti Dezső rektort, s olyan szervezet létrehozásának engedélyezését kérték tőle, amely alkalmas az egyetemi ifjúság problémáinak felvállalására. A rektor válasza előtt, a felgyorsult események nyomán diákgyűlésre hívták össze az egyetemistákat október 16-án este a szervezők, közöttük Kiss Tamás és Lejtényi András. A városi DISZ vezetők figyelmeztették őket: ilyen szervezet létrehozása belügyminisztériumi engedély nélkül törvénysértő, sőt illegális szervezkedésnek számít. Lejtényiék válaszukban kifejtették, hogy demokratikusan akarják a szervezetet létrehozni: a hallgatókkal kidolgozzák a szövetség programját és szervezeti szabályzatát, majd ezt követően kérik meg a belügyminisztériumi engedélyt.
Az újonnan alakuló diákszövetség kezdeményezői megegyeztek abban, hogy a szervezet független lesz a DISZ-től, és Magyar Egyetemisták és Főiskolások Szövetsége nevet fogja viselni.
1956. október 16-án este a Szegedi Tudományegyetem Bölcsészettudományi Karának Auditorium Maximumában tartott gyűlésen a résztvevők, Kiss Tamás és Lejtényi András vezetésével kimondták az új diákszövetség megalakulását, elfogadták az ideiglenes szervezeti szabályzattervezetet és arról döntöttek, hogy karonként választott 3-3 hallgatóból létrejövő intézőbizottság készíti el a szervezeti szabályzat végleges formáját.
Október 17-től kezdve a szegedi MEFESZ eseményei az egyes karokon zajlottak, ahol megválasztották a MEFESZ 18-as bizottságába küldött kari képviselőket. A jogi karon Kiss Tamást, Tóth Imrét és Fedor Attilát választották meg. Lejtényi András – annak ellenére, hogy nem kapta meg a szükséges szavazatokat – szervezőként részt vehetett a munkában.
A MEFESZ nagygyűlését október 20-án rendezték az Auditorium Maximumban. Baróti rektor javaslatára a hallgatók felkérték Perbíró Józsefet, a jogi kar megbízott dékánját a gyűlés levezetésére. A gyűlésen Lejtényi András ismertette a szövetség szervezeti és működési szabályzatát, majd Kiss Tamás ismertette a diákszövetség politikai programját.

## Élete utolsó szakasza
A forradalom leverése után elhagyta az országot, s a rendszerváltás után sem tért vissza hosszabb ideig Magyarországra. Forradalmi szerepvállalását sokáig elhomályosították, háttérbe szorították. A forradalom kitörésében betöltött jelentős szerepéért, a hallgatói mozgalomban vállalt tevékenységéért 2011. október 16-án névtáblát leplezett le a Szegedi Tudományegyetem Egyetemi Hallgatói Önkormányzatának (EHÖK) hallgatói mozgalma.